# 格倫里奇 (伊利諾伊州)
格倫里奇（英語：Glen Ridge）是位於美國伊利諾伊州馬里昂縣的一個非建制地區。該地的面積和人口皆未知。

## 地理
格倫里奇的座標為38°40′40″N 89°06′17″W / 38.67778°N 89.10472°W，而該地的平均海拔高度為180米（即591英尺）。